# Teó d'Alexandria (segle II aC)
Teó d'Alexandria (en llatí Theon, en grec Θέων) fou un metge grec nadiu d'Alexandria, que originalment fou un atleta i després un gimnasta i va escriure dues obres sobre gimnàstica titulades Περὶ τῶν κατὰ Μέρος Γυμνασίων, De Particularibus Exercitiis, i Περὶ τῶν Γυμναστικῶν, De Gymnasticis que són esmentades per Galè i no s'han conservat.
No es pot determinar la seva època excepte que fou posterior a Hipòcrates i anterior a Galè, i se sospita que vivia al segle III aC o segle II aC.